# انتخابات پارلمانی سریلانکا (۲۰۲۰)
انتخابات پارلمانی سریلانکا (به انگلیسی: Next Sri Lankan parliamentary election) در ۵ اوت ۲۰۲۰، برای انتخاب ۲۲۵ عضو مجلس شانزدهم سریلانکا برگزار شد. که در آن ۱۶۲۶۳۸۵۵ نفر که واجد شرایط انتخابات بودند، شرکت کردند. و ۳۱/۹۵ درصد رای‌دهندگان جوان بودند. در نوامبر سال ۲۰۱۸ در پی انحلال پارلمان توسط رئیس‌جمهور مایتریپالا سیریسنا، پارلمان که درگیر بحران قانون اساسی شد خواستار برگزاری انتخابات زودهنگام گردید، در نهایت قرار شد انتخابات در ۵ ژانویه برگزار شود. متعاقباً دیوان عالی کشور بعداً انحلال پارلمان را به حالت تعلیق درآورد و دستور توقف انتخابات زودهنگام را صادر کرد و تاریخ انتخابات را به سال ۲۰۲۰ تغییر داد.
در ۱۰ ژوئن ۲۰۲۰، ماهیندا دشاپریا، کمیسر انتخابات، به تعویق افتادن انتخابات مجلس به ۵ اوت ۲۰۲۰ را تأیید کرد. تا بر اساس تدابیر و رهنمودهای دقیق بهداشتی این انتخابات برگزار شود.

## رویدادها
- ۱۰ ژوئن ۲۰۲۰ - کمیسیون انتخابات ۵ اوت ۲۰۲۰ را به عنوان تاریخ جدید انتخابات اعلام کرد.
- ۳۰ ژوئیه ۲۰۲۰ - کمیسیون انتخابات اعلام کرد که کلیه فعالیت‌های تبلیغاتی و تبلیغات برای انتخابات پارلمانی ۲۰۲۰ باید در نیمه شب ۲ اوت ۲۰۲۰ به پایان برسد.[۱۳]

## تاریخچه
در نوامبر ۲۰۱۸ رئیس‌جمهور مایتریپالا سیریسنا پارلمان را منحل کرد و خواستار برگزاری انتخابات زودرس شد، در پی این اقدام پارلمان درگیر بحران قانون اساسی شد و ماهیندا راجاپاکسا به دلیل نیاوردن اکثریت در پارلمان نتوانست برای نامزدی خود اقدام کند.
در پی این بحران، دیوان عالی سریلانکا، با غیرقانونی خواندن دستور انحلال، آن را به حالت تعلیق درآورد و در حالی که پرونده در دادگاه در جریان بررسی است، زمان برگزاری انتخابات زودرس را که ۱۳ دسامبر ۲۰۱۸ اعلام شده بود به تاریخ اولیه خود برگرداند.
۳۰ ژوئیه ۲۰۲۰ - کمیسیون انتخابات اعلام کرد تمام فعالیت‌های تبلیغاتی انتخابات پارلمانی ۲۰۲۰ باید در نیمه شب ۲ اوت به پایان برسد.

## کووید -۱۹
در ۱۹ مارس ۲۰۲۰، سریلانکا از افزایش شیوع بیماری همه گیر کووید ۱۹ خبر داد، اما دولت تا ۱۸ مارس سال ۲۰۲۰ کمپین انتخاباتی را پیش برد تا ثبت نام نامزدهای انتخابات به پایان برسد. در ۱۹ مارس بلافاصله پس از پایان ثبت نام نامزدها، کمیسیون انتخابات با اختیارات خود انتخابات را به تعویق انداخت. به دلیل کرونا ویروس تاریخ انتخابات از ۲۵ آوریل ۲۰۲۰ به ۲۰ ژوئن ۲۰۲۰ به تعویق افتاد و بعداً به تاریخ تعیین شده فعلی یعنی ۵ اوت تغییر کرد.

## موارد نقض انتخابات
براساس گزارش مرکز نظارت بر انتخابات قریب به ۳۴۰ مورد نقض جزئی تخلف در انتخابات گزارش شده‌است. این گزارش حاکی است حدود ۱۶۷ مورد اقدامات غیرقانونی، ۵۹ مورد ارعاب، ۲۴ مورد نصب پوسترهای غیرقانونی و همچنین برخی موارد مربوط به نقض دستورالعمل‌های بهداشتی صورت گرفته‌است. حزب SLPFA بیشترین تعداد شکایات که قریب به ۱۶۱ مورد بود را ثبت کرد، در حالی که حزب SJB تعداد ۱۸ تا ۴۰ شکایت رادر مورد حزب UNP ثبت کرده‌است.

## ستارهای وابسته
- بحران قانون اساسی سریلانکا (۲۰۱۸)